# Cahier numérique
Le cahier numérique est un cahier où une trame  très fine (700 000 points de 0,1 mm de diamètre par feuille) est imprimée. La lecture des positions relatives de quelques points permet de trouver la position absolue sur la feuille. Un stylo spécial muni d'une mini caméra est capable de mémoriser tous les déplacements sur la feuille. En reliant ce stylo à un ordinateur vous pouvez mémoriser ce que vous avez écrit ou dessiné.  

## Histoire
- 1995 : l'étudiant suédois en neurobiologie Christer Fåhraeus imagine un stylo qui pourrait lire un texte avec une caméra intégrée qu'il baptise le C-Pen.
- 1997 : premier prototype fabriqué par la nouvelle société Anoto créée par Fåhraeus, fonctionne indépendamment d'un papier spécial.
- 2000 : il imagine un papier spécialement imprimé qui permet un repérage de grande précision, la trame Anoto (Anoto Pattern).
- 2001 : le fabricant de cahier Hamelin (Oxford) lance la commercialisation du premier cahier numérique l'Easybook d'Oxford.
- 2003 : HP lance une solution professionnelle FAS
- 2004 : le papetier vosgien Clairefontaine (groupe Exacompta Clairefontaine) lance en partenariat avec Metalinks le PaperPC.
- 2006 : Metalinks arrête le PaperPC.
- 2006 : Kayentis lance Clin'Form solution pour essais cliniques sur sa plateforme FAS
- 2006 : Digital Pen Corporation commercialise sa solution professionnelle pour les domaines de la   santé, défense, SAV, le courtage immobilier, la construction, la finance, la grande distribution, etc.
- 2008 : MGStream lance IntelliForm une solution de formulaire intelligent orientée mobilité
- 2009 : Popsi Cube société de recherche sous contrat lance sa plateforme de cahier d'observations santé et étude clinique sécurisée et validée selon les normes les plus sévères (FDA 21 CFR part 11, Computerized System Validation)

EASYBOOK est une marque déposée de la société Hamelin (Oxford), PaperPC est une marque déposée de la société Metalinks.

## Systèmes
- Easybook m3 de Oxford
- La gamme ArioForm de MGStream
- Stylos Nokia Digital Pen SU-27W, Logitech Io2 et Maxell DP201
- SmartPen Livescribe et LeapFrog
- Forms Automation System (Formulaires professionnels) et Clin'Form (solution pour essais clinique) de Kayentis
- Papershow de Oxford (Groupe Hamelin)
- Popsipen de Popsi Cube